# География на Древен Египет
Географията на Древен Египет е почти сходна с тази на съвременен Египет от гледна точка на климат и геополитика.

## Познания за околния свят
Египтяните си представяли света като диск, ограден от океан („Големият Кръг“), от който извира река Нил и който разделя земята на две – земната твърд, тяло на бог Геб, свързано чрез въздуха (бог Шу) с небето, богиня Нут, поддържана от четири подпори в четирите края на света. Египтяните се ориентирали с лице, обърнато на юг, дясната страна на запад и лявата — на изток. По течението на Нил се разпростирала черната земя (кемит — Египет), а отвъд нея — чуждите страни (хазет) и варварските народи, наричани с общото име „Девет лъка“ (пезеджет паджаут), което в началото се използвало за означаване на най-близките съседи на Египет — бедуините от пустинята. Познанията на египтяните за тези чужди страни били твърде откъслечни и ограничени. На запад се намирали оазисите на либийската пустиня и либийците; на юг — Нубия и страната Куш (днешен Судан); на изток се простирала арабската пустиня, а отвъд нея — Червено море, което водело към загадъчните за египтяните места — божествената земя „то Нутир“, Пунт и „Стълбите на Тамяна“. На север, отвъд „Голямото Зелено“ (Средиземно море), те познавали Крит (Кефтиу), а по-късно и „островите, които са насред морето“. Представите им за Азия на североизток се изчерпвали с вавилонците, асирийците, хетите и сирийците. По-близките Финикия, Ханаан и Синай им били по-добре известни, особено през Новото царство, когато тези области са присъединени към египетската империя. Едва в късната епоха географската култура на египтяните се разширила на изток с опознаването на персите. Освен това Египет е завещал списъци с номи (в храма в Едфу), списъци с победени народи (Карнак, Мединет Хабу), приказки, писма, надписи, в които се споменават чуждите народи, но египтяните никога не са систематизирали в отделни трактати своите географски познания.

### Климат
Египет е страна с полупустинен климат, в която единствената плодородна площ и обработваема земя е по поречието на Нил, Делтата и някои оазиси. Останалата територия на страната е заета от пустиня – Либийската пустиня на запад, Арабската пустиня на изток и полуостров Синай на североизток.
Египет е подложен на особен феномен – увеличаване на пустинята за сметка на обработваемите площи. Смята се, че по времето на създаване на големите пирамиди, платото Гиза е било покрито от саванна растителност (днес е изцяло пустинна територия). Във времена на просперитет на Египет, благодарение най-вече на напоителните съоръжения, действието на този феномен е било забавяно, и дори пустинни територии са били превръщани в обработваема площ. В близкото минало някои пустинни в древността територии са превърнати в годни за обработка площи благодарение на изкуствено създадените оазиси.
Годишният прилив на река Нил е бил едно от най-важните годишни събития в древността (Нова година е настъпвала, когато нивото на водата е започвало да се покачва). Днес приливите са канализирани от язовира в Асуан, но в миналото водите на реката са наводнявали голяма част от обработваемата земя. Регулирането на годишните приливи оказва много силно влияние върху екосистемата в долината на река Нил.

### Териториално разделение
Територията на страната е разделена на административни региони, наречени номи, управлявани от номарси.

### Региони
- Горен Египет
- Среден Египет
- Долен Египет
- Нубия